# جي. سكوت وولف
جي. سكوت وولف هو طبيب أسنان ومحامي وسياسي أمريكي، ولد في 14 يونيو 1878، وتوفي في 27 فبراير 1958 في كانساس سيتي في الولايات المتحدة. نشط حزبياً في الحزب الديمقراطي. وقد انتخب عضو مجلس النواب الأمريكي ‏.